# Новокузнецовка (Ростовская область)
Новокузнецовка — село в Зерноградском районе Ростовской области России.
Входит в состав Донского сельского поселения.

## География
Село расположено на левом берегу реки Кагальник.

### Улицы
- ул. Заречная,
- ул. Свободы,
- ул. Специалистов.

## Население
| 2010 |
| ---- |
| 489  |

### Известные уроженцы
- Гавриленко, Феодосия Петровна (1912—1999) — Герой Социалистического Труда.
- Лелюшенко, Дмитрий Данилович (1901—1987) — дважды Герой Советского Союза.
- Кольчик, Александр Арсентьевич (1928—1990) — Герой Социалистического Труда.